# Nati nel 1445
| Questa pagina contiene informazioni ricavate automaticamente dalle voci biografiche con l'ausilio del template Bio e di un bot. L'aggiornamento è periodico e automatico e ricostruisce completamente la pagina. Se manca una persona in questa lista, sei pregato di non aggiungerla, ma accertati piuttosto che la sua voce biografica contenga il template Bio e che i dati anagrafici siano correttamente compilati. Se il template Bio manca, inseriscilo tu stesso o, in alternativa, metti l'avviso {{tmp\|Bio}} che ne segnala la mancanza. Se i dati riportati sono sbagliati, correggi direttamente la voce biografica; le modifiche saranno visibili in questa lista entro pochi giorni. Per chiarimenti vedi il progetto biografie. La lista contiene solo le 39 persone che sono citate nell'enciclopedia e per le quali è stato implementato correttamente il template Bio. Pagina aggiornata al 10 ago 2025. |

- 1º marzo - Sandro Botticelli, pittore italiano († 1510)
- 16 marzo - Johann Geiler von Kaysersberg, presbitero e predicatore svizzero († 1510)
- 18 aprile - Ippolita Maria Sforza, duchessa († 1488)
- 19 aprile - Antonio da Montefeltro, condottiero italiano († 1500)
- 21 aprile - Pietro Riario, cardinale e arcivescovo cattolico italiano († 1474)
- 10 settembre - Bianca de' Medici, nobildonna italiana († 1505)
- 3 ottobre - Al-Suyuti, giurista, storico e mistico egiziano († 1505)
- 8 dicembre - Biagio Milanesi, religioso italiano († 1523)
- 10 dicembre - Alessandro Braccesi, umanista e diplomatico italiano († 1503)
- 11 dicembre - Eberardo I di Württemberg, duca tedesco († 1496)
- Paolo Attavanti, religioso italiano († 1499)
- Bertuccio Bagarotto, diplomatico italiano († 1509)
- Gilbert Banester, compositore inglese († 1487)
- Guillaume Briçonnet, funzionario, cardinale e arcivescovo cattolico francese († 1514)
- Alessandro I di Cachezia, re († 1511)
- Nicolas Chuquet, matematico francese († 1488)
- Giorgio Benigno Salviati, arcivescovo cattolico bosniaco († 1520)
- Jean De Candida, medaglista e diplomatico italiano († 1510)
- Gabriele de' Gabrielli, cardinale e vescovo cattolico italiano († 1511)
- Giovanni di Glogovia, umanista, filosofo e geografo polacco († 1507)
- Andrea Giovanni Lascaris, umanista e scrittore bizantino († 1534)
- Luisa d'Angiò, nobile († 1475)
- Domenico Malipiero, storico e generale italiano († 1513)
- Veronica Negroni da Binasco, mistica italiana († 1497)
- Paolo di Middelburg, medico e vescovo cattolico belga († 1534)
- Andrea Piccolomini Todeschini, nobile e politico italiano († 1505)
- Michele Riccio, nobile e storico italiano († 1515)
- Giuliano da Sangallo, architetto, ingegnere militare e scultore italiano († 1516)
- Claudio di Savoia-Racconigi, marchese († 1521)
- Jane Shore, nobildonna inglese († 1527)
- Mattia Ugoni, vescovo cattolico italiano († 1535)
- Giovanni Antonio Ventimiglia, nobile e condottiero italiano († 1483)
- Gabriele Zerbi, medico e anatomista italiano († 1505)
- Jaume Ferrer de Blanes, politico e cosmografo spagnolo († 1523)
- Robert de Croixmare, arcivescovo cattolico francese († 1493)
- Gherardo e Monte del Flora, artista italiano († 1497)
- Leonardo della Rovere, nobile italiano († 1475)
- Filippo di Lussemburgo, cardinale e vescovo cattolico francese († 1519)
- Agnese di Savoia, principessa († 1509)